# Uroš Spajić
Uroš Spajić - em sérvio, Урош Спајић (Belgrado, 13 de fevereiro de 1993) é um futebolista sérvio que atua como zagueiro. Atualmente defende o Beijing Guoan.

## Carreira
Uroš Spajić começou a carreira no Estrela Vermelha.